# Château de Fonscolombe
Le château de Fonscolombe est un château situé au Puy-Sainte-Réparade, dans le département des Bouches-du-Rhône.

## Historique
Le château est construit en 1730 pour Honoré Boyer, seigneur de Fonscolombe, parlementaire à Aix.
Les façades et toitures des communs sont inscrits aux monuments historiques par arrêté du 24 octobre 1989 alors que le château et ses abords sont classés  par arrêté du 30 septembre 1994.
En 2017, le château est un hôtel 5 étoiles.
Une partie du vidéoclip Tu t'en iras de la chanteuse canadienne La Zarra y a été tournée.